# Bonbon la rouroute
El bonbon la rouroute (en francés, /bɔ̃bɔ̃ la ʀu'ʀut/ «bombón de arrurruz») es un pastelito de textura densa y sabor dulce típica de La Reunión, una isla en el Océano Índico, dependencia de ultramar francesa. Se elabora con el almidón de los rizomas de la maranta o arrurruz, en francés, rouroute, ambos términos provenientes del inglés, arrow-root (algo así como «raíz-flecha»). El almidón de arrurruz se mezcla con mantequilla o manteca de cerdo, huevo y azúcar moreno. Para darle forma se envuelve en harina. Es de color blanco y con una costra tostada en su parte superior.